# Angelo Viel
Angelo Viel (Belluno, 5 maggio 1909 – Bologna, 31 gennaio 1996) è stato un carabiniere e patriota italiano.

## Biografia
Nato a Belluno, da Giovanni e Lucia Zanin, il 5 maggio del 1909, si arruolò carabiniere il 7 luglio 1927, frequentando la scuola allievi di Torino sino al 15 gennaio 1928. Fu quindi assegnato al Comando di Firenze, dove frequentò la scuola sottoufficiali. Promosso Vicebrigadiere il 31 marzo 1935, partì per l'Eritrea il 9 aprile, con la 56ª Sezione mobilitata addetta alla Divisione militare Gavina.
Sbarcato a Massaua, prestò servizio nella guerra dell'Africa Orientale ad Asmara fino al maggio del 1937, quando contrasse la malaria. Nello specifico, era dislocato nella 56ª Sezione Gavinana (19ª Divisione fanteria "Venezia") e poi alla Legione CCRR Gondar fino al gennaio 1937; al Distaccamento del Sangà fino al maggio 1937.
Tornato in Patria, dopo qualche anno presso la Stazione di Palermo, nel luglio del 1939 fu assegnato alla Legione di Bologna, e fu promosso Brigadiere l'anno successivo.
Partecipò, nel giugno e nel luglio del 1940, alle operazioni di retrovia e di prima linea sul fronte con la Francia, con la 46ª Sezione CCRR mista, a Bersezio, in provincia di Cuneo.
Durante il periodo 1943-45, Angelo Viel, addetto all'ufficio matricole della Legione CCRR di Bologna, collaborò in varie forme con le brigate partigiane; ebbe contatti con Arturo Gatto, del Comitato di Liberazione Nazionale di Bologna, tramite il quale fece pervenire in più occasioni armi ai partigiani, sino ad aderire nel 1944 alle Brigate Matteotti (3ª Brigata Matteotti città di Bologna). Fu arrestato il 4 settembre 1944, torturato, e successivamente di nuovo nel febbraio 1945, quando scampò alla fucilazione per la complicità di un medico militare che riuscì ad organizzarne l'evasione. In questo periodo entrò a far parte di una Divisione di soli carabinieri delle Brigate partigiane capitanata dal Maresciallo Francesco Andaloro, assolvendo a funzioni di spionaggio antifascista.
Nel dopoguerra, promosso Maresciallo d'Alloggio nel dicembre del 1945, fu assegnato come comandante della stazione di Lavezzola (dal 20 settembre 1948). In quella sede si trovò a gestire la difficile situazione creatasi in séguito agli arresti, successivi alle indagini dei carabinieri, di sedici partigiani accusati dell'Eccidio dei conti Manzoni; la caserma subì un accerchiamento e un assedio cui fu posto fine solo con l'arrivo di truppe di rinforzo.
Dal 2 agosto del 1951 fu quindi assegnato come comandante della stazione di Massalombarda, incarico che tenne sino al dicembre del 1959. Congedato come Maresciallo Maggiore a cavallo per motivi d'infermità nel 1962.
Morì a Bologna il 31 gennaio 1996.